# Prospekt's March
Prospekt's March è il quinto EP del gruppo musicale britannico Coldplay, pubblicato il 21 novembre 2008 dalla Parlophone.

## Descrizione
Contiene cinque brani inediti esclusi dal quarto album in studio Viva la vida or Death and All His Friends e tre versioni differenti dei brani Lost!, Lovers in Japan e Life in Technicolor, rispettivamente intitolati Lost+, Lovers in Japan (Osaka Sun Mix) e Life in Technicolor ii.
Il 5 novembre 2008 l'EP è stato presentato in anteprima su Facebook e sul sito ufficiale del gruppo.
La copertina, che riprende lo stile di Viva la vida or Death and All His Friends, raffigura il dipinto di Eugène Delacroix intitolato La battaglia di Poitiers.

## Tracce
Testi e musiche di Guy Berryman, Jonny Buckland, Will Champion, Chris Martin, eccetto dove indicato.
1. Life in Technicolor ii – 4:05
2. Postcards from Far Away – 0:48
3. Glass of Water – 4:44
4. Rainy Day – 3:26
5. Prospekt's March/Poppyfields – 3:39
6. Lost+ – 4:18 (Guy Berryman, Jon Buckland, Shawn Carter, Will Champion, Chris Martin)
7. Lovers in Japan (Osaka Sun Mix) – 3:58
8. Now My Feet Won't Touch the Ground – 2:29

## Formazione
- Chris Martin − voce, pianoforte, chitarra acustica
- Jonny Buckland − chitarra elettrica, tastiera, cori
- Guy Berryman − basso, sintetizzatore, armonica a bocca, cori
- Will Champion − batteria, cori

Altri musicisti
- Davide Rossi − strumenti ad arco
- Kelly Pratt − ottoni
- Emily Bart-Smith − voce aggiuntiva (traccia 4)
- Jay-Z − voce aggiuntiva (traccia 6)

Produzione
- Markus Dravs − produzione
- Brian Eno − produzione
- Rik Simpson − produzione, missaggio
- Andy Rugg − ingegneria del suono, assistenza alla registrazione
- Dan Green − ingegneria del suono, assistenza alla registrazione
- Brian Thorn − ingegneria del suono, assistenza alla registrazione
- Olga Fitzroy − ingegneria del suono, assistenza alla registrazione
- Francois Chevallier − ingegneria del suono, assistenza alla registrazione
- Jan Petrov − ingegneria del suono, assistenza alla registrazione
- Jason Lader − ingegneria del suono, assistenza alla registrazione
- Michael Trepanier − ingegneria del suono, assistenza alla registrazione
- Vanessa Parr − ingegneria del suono, assistenza alla registrazione
- Dom Monks  − ingegneria del suono, assistenza alla registrazione
- Dom Will Ensley − ingegneria del suono, assistenza alla registrazione
- Andy Wallace − missaggio
- Michael H Brauer − missaggio
- Bob Ludwig − mastering
- Young Guru − ingegneria del suono aggiuntiva (traccia 6)

## Classifiche
| Classifica (2008) | Posizione massima |
| ----------------- | ----------------- |
| Australia         | 50                |
| Austria           | 46                |
| Germania          | 47                |
| Messico           | 34                |
| Regno Unito       | 38                |
| Spagna            | 41                |
| Svezia            | 39                |